# Stijn Francis
Stijn Francis (18 december 1982) is een Belgische voetballer. Hij speelt sinds 2008 voor Tempo Overijse als middenvelder. Hij genoot zijn opleiding bij eersteklasser KVC Westerlo waar hij in 2002 vertrok om naar tweedeklasser Verbroedering Geel te gaan. In 2005 ruilde hij Geel in voor OH Leuven waar hij tot in 2008 aan de slag was. Daarna ging hij voetballen bij Tempo Overijse. In 2012 stapte hij over naar SMS Lubbeek dat in de provinciale reeksen speelt. Francis koos ervoor om op een lager niveau te gaan voetballen om meer tijd te kunnen besteden aan zijn professionele loopbaan als sportadvocaat.

## Statistieken

### Competitie
| seizoen    | club                | land   | competitie    | wed. | basis | goals |
| ---------- | ------------------- | ------ | ------------- | ---- | ----- | ----- |
| 2007/08    | Oud-Heverlee Leuven | België | Tweede klasse | 2    | 2     | 0     |
| Bijgewerkt | 16-09-07            |        |               |      |       |       |

### Beker
| seizoen    | club                | land   | competitie       | wed. | basis | goals |
| ---------- | ------------------- | ------ | ---------------- | ---- | ----- | ----- |
| 2007/08    | Oud-Heverlee Leuven | België | Beker van België | 2    | 2     | 1     |
| Bijgewerkt | 26-08-07            |        |                  |      |       |       |